# Stateira II
Stateira II (Grieks: Στάτειρα, gestorven: 323 v.Chr.) was een dochter van Stateira I en Darius III en na de nederlaag van haar vader bij Gaugamela werd ze de echtgenote van Alexander de Grote.
Onder historici is er debat over de naam van Stateira. In de lijst van gesloten huwelijken in Susa noemt de Romeinse historicus Lucius Flavius Arrianus haar Barsine. Ze werd waarschijnlijk verward met een andere Barsine die indertijd een van de gevangenen van Alexander de Grote was.

## Biografie
Stateira was de oudste dochter van Darius III van Perzië en diens vrouw Stateira. Haar geboortedatum is onbekend, maar in 333 v.Chr. had ze een leeftijd bereikt dat ze in het huwelijk kon treden. Toen Alexander de Grote Perzië binnenviel vergezelde de familie van Darius hem en zijn leger. Nadat Darius in de slag bij Issus werd verslagen werd Stateira door de Grieken gevangen genomen. In de twee jaar die volgden bleef de familie van Stateira deel uitmaken van het gevolg van het leger van Alexander.
Darius III probeerde verscheidene malen zijn familie vrij te kopen, maar slaagde daar niet in. Ook bood hij de hand van Stateira aan Alexander aan, maar ook dit voorstel legde Alexander naast zich neer. In 330 v.Chr. liet Alexander Stateira en haar familie in Susa achter en zorgde hij ervoor dat ze Macedonisch ging leren. Zes jaar later trad ze met hem in het huwelijk tijdens de massabruiloft van Susa. Het jaar daarop overleed Alexander en in de nasleep van zijn dood smeedde Alexanders eerste vrouw, Roxana, een complot samen met Perdikkas om Stateira te vermoorden. Ze stierf gelijktijdig met haar zus Drypetis (volgens Plutarchus) of met Parysatis.

## In populaire cultuur
In de film Alexander van Oliver Stone uit 2004 werd de rol van Stateira gespeeld door de actrice Annelise Hesme.
- Library of Congress Control Number: no2007138159
- Virtual International Authority File: 34249941
- WorldCat: E39PBJrWG8WvGCM4VxBbKcYdcP